# Aschaffenburg
Aschaffenburg (tyskt uttal: [aˈʃafənbʊɐ̯k]
 ( lyssna)) är en kretsfri stad i det tyska förbundslandet Bayern, och är belägen vid floden Main. Den ingår i Rhen-Mainområdet och har cirka 73 000 invånare. Mellan 1803 och 1810 var Aschaffenburg också huvudstad i furstendömet Aschaffenburg.

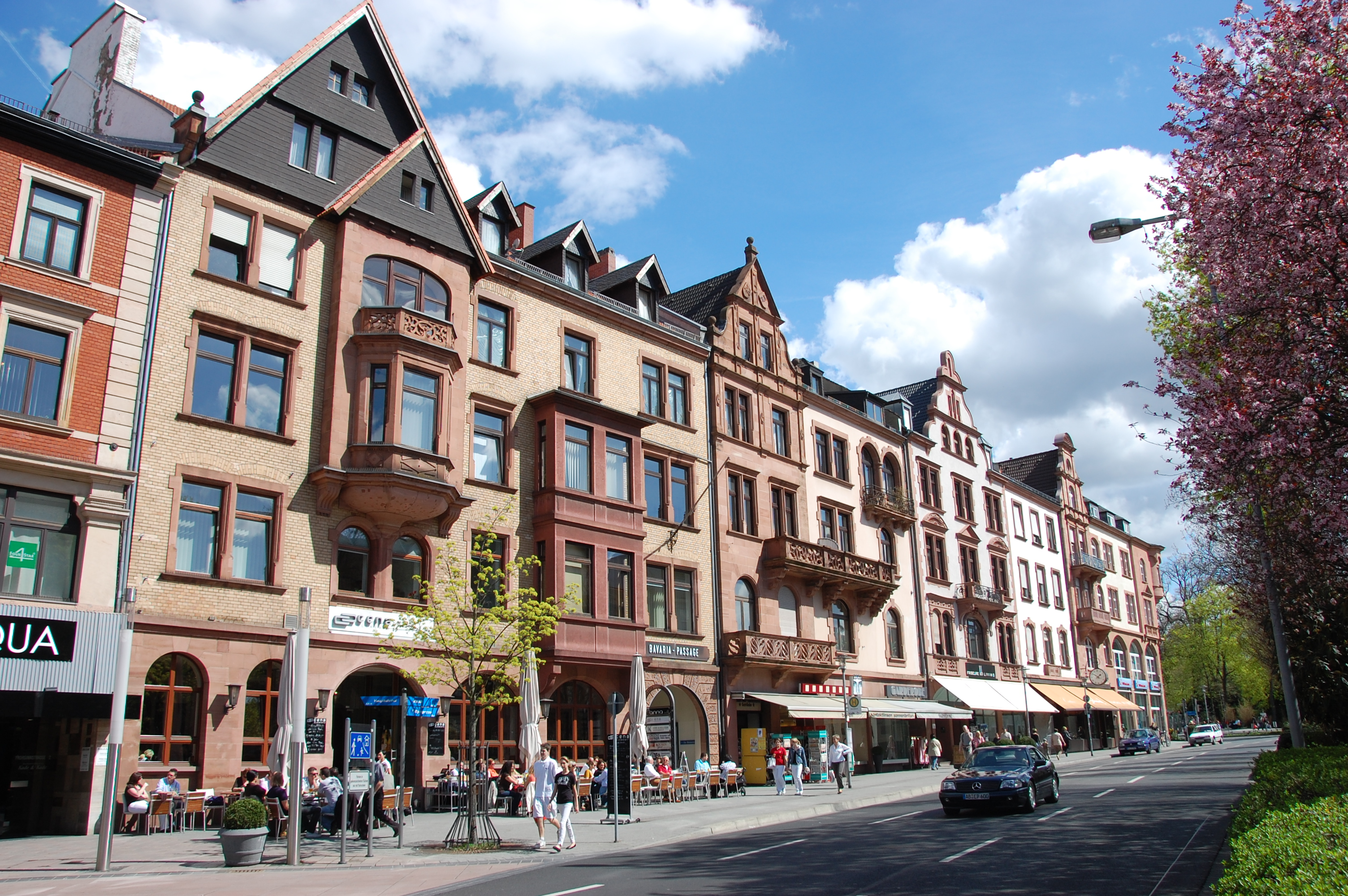
Äldre bebyggelse längs Weissenburgerstrasse i Aschaffenburg..

Under andra världskriget bombades Aschaffenburg och delar av staden blev förstörda, tre av Johannisburg Schloss fyra torn blev bombade. Dessa byggde man upp i samma skepnad efter kriget.
I Aschaffenburg, intill parken Schöntal, ligger shoppingcentret Citygallerie. Det tar inte mer än ett par minuter att promenera mellan Citygallerie och stadskärnan där det finns fler affärer.
Vid Schöntal, Citygallerie och centrum finns delar av den gamla stadsmuren kvar. 
I vissa områden i Aschaffenburg, som varit en bas för den amerikanska militären, står hus efter hus precis likadant uppradade i massor. I dessa fanns lägenheter för amerikanerna. Fram till början av 2000-talet fanns det fortfarande ett fåtal amerikaner där. I vissa hus bodde invandrare, antagligen i brist på andra bostäder. Nu står de flesta hus tomma, men på en del har det påbörjats renoveringar så att de ska kunna användas till vanliga lägenheter.

## Kommunikationer
- Motorvägar
  - A3 Nederländerna - Oberhausen - Köln - Frankfurt am Main - Aschaffenburg - Würzburg - Nürnberg - Regensburg - Österrike
  - A45 Dortmund - Siegen - Giessen - Aschaffenburg
- Förbundsvägar
  - B8 och B26
- Järnväg
  - Aschaffenburg är en knutpunkt för persontrafiken från Würzburg till Frankfurt, Hanau och Darmstadt

## Vänorter
- Miskolc, Ungern
- Saint-Germain-en-Laye, Frankrike
- Perth, Skottland, Storbritannien

## Personligheter
- Felix Magath, fotbollsspelare och tränare
- Christian Schad, bildkonstnär